# Barbus balcanicus
Barbus balcanicus är en fiskart som beskrevs av Kotlík, Tsigenopoulos, Ráb och Berrebi 2002. Barbus balcanicus ingår i släktet Barbus och familjen karpfiskar. IUCN kategoriserar arten globalt som livskraftig. Inga underarter finns listade.